# Baron Amherst of Hackney

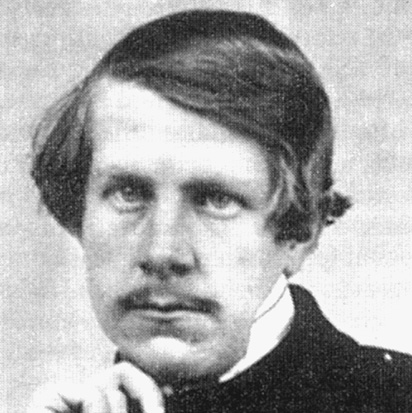
William Tyssen-Amherst, 1. Baron Amherst of Hackney

Wappen des Barons Amherst of Hackney

Baron Amherst of Hackney (/ˈæmərst/) in the County of London, ist ein erblicher britischer Adelstitel in der Peerage of the United Kingdom.

## Verleihung
Der Titel wurde am 26. August 1892 für den Unterhausabgeordneten William Tyssen-Amherst geschaffen. Da er sieben Töchter, aber keinen Sohn hatte, wurde ihm der Titel mit dem besonderen Zusatz verliehen, dass er in Ermangelung direkter männlicher Nachkommen auch an seine älteste Tochter Mary und deren männliche Nachkommen vererbbar sei. Mary war mit Lord William Cecil, einem jüngeren Sohn des William Cecil, 3. Marquess of Exeter verheiratet. Heutiger Titelinhaber ist deren Ur-ur-urenkel Hugh Cecil als 5. Baron.

## Liste der Barone Amherst of Hackney (1892)
- William Tyssen-Amherst, 1. Baron Amherst of Hackney (1835–1909)
- Mary Cecil, 2. Baroness Amherst of Hackney (1857–1919)
- William Cecil, 3. Baron Amherst of Hackney (1912–1980)
- William Cecil, 4. Baron Amherst of Hackney (1940–2009)
- Hugh Cecil, 5. Baron Amherst of Hackney (* 1968)

Voraussichtlicher Titelerbe (Heir apparent) ist der Sohn des aktuellen Titelinhabers Hon. Jack Cecil (* 2001).